# 中世纪战争
中世纪战争泛指中世纪时期的各种战争行为、组织、装备等军事要素的总和。进入中世纪以来，随着科技、文化和社会的发展，欧洲的战争性质相比古典时代发生了戏剧性的变化。中世纪的战略、战术以及骑兵和炮兵在战争中扮演的角色都有了新的发展。城堡作为重要的防御手段开始大量出现，这一现象一直蔓延到亚洲的西南部地区。 

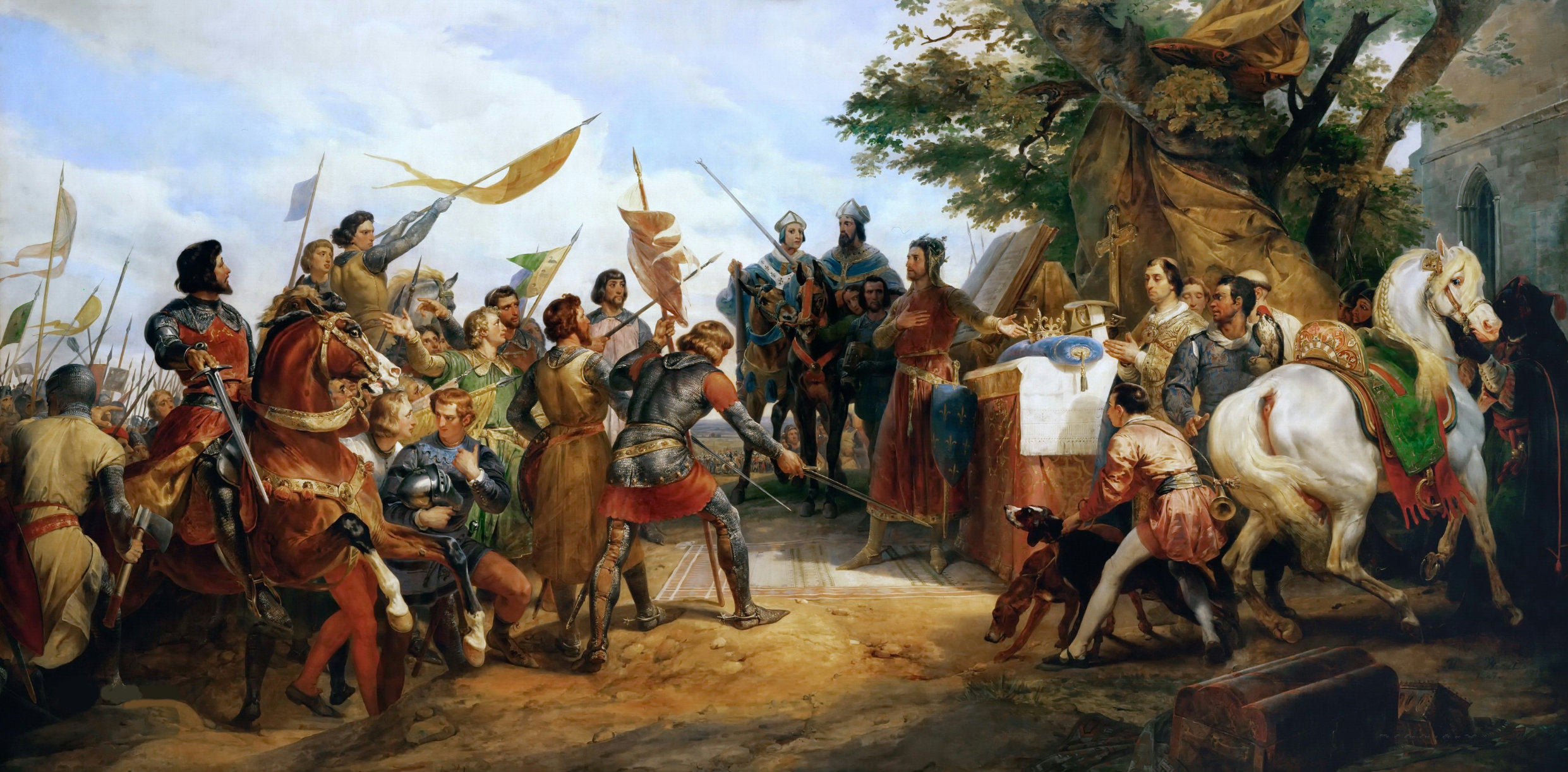
1214年的布汶战役

## 战术

### 基本形式
中世纪军队的经验和战术水平因不同时期和地区而异。对于较大规模的战斗，战前筹备阶段通常会召开一个领导人会议。会议的结果既有可能是制订出一个作战计划也有可能是发展为一场领导人之间嘈杂不休的争论，这完全取决于会议的最高领导人拥有多大权力。在这个没有有线通讯的时代，战场联络通常是十分困难的。常用的通讯手段包括声音信号、传递信使或者视觉信号（例如挥舞旗帜）。
步兵，包括远程投掷兵种例如弓箭手，通常负责在战斗开始阶段打破对方的步兵阵型。而与此同时，骑兵则和对方骑兵交战。也许欧洲中世纪最重要的战争技术进步就是马镫的运用。它很有可能是7世纪时由阿瓦尔人带到欧洲的，但是直到10世纪才被欧洲的主要势力所接受。当某一方成功地打乱对手的步兵阵型之后，就可以派遣骑兵攻入对方步兵阵线的缺口，开始击杀陷入混乱状态的步兵。因为在近身战斗中，一个骑在马上的骑士可以轻易地击杀一个站在地面上的士兵，而相反则困难得多，所以一旦对方阵线上出现缺口，骑兵就可以比较轻易地取得优势，进一步扩大缺口，对步兵造成巨大伤害。然而在对方步兵阵型出现混乱之前，骑兵就不太容易占到便宜，因为战马很难冲击由长矛手组成的人墙。步兵对步兵的战斗有时会非常漫长。
中世纪后期，前装药火炮被引入战场。但是此时期的火炮射速和精度都极其低下，因此并不是十分有效的攻击武器，而更主要的是对敌方发挥心理震慑作用。随后单手火炮开始在战场上崭露头角，与早期的火炮相比，其射速只有非常有限的提升，然而其精确度则大大增加，炮手的生存能力也大大提高。这主要是因为这种火炮更加小巧轻便，易于操作和移动。但即便如此，火炮在中世纪的战场上始终也只是起到一些点缀作用，真正发挥作用并得到广泛使用的火炮要到18世纪才出现。

### 撤退
仓促溃退可能带来比有组织撤离更大的伤亡。因为优势方的骑兵可以包抄拦截逃离的敌人，而步兵则随后跟上继续攻击已经无心抵抗的敌人。在大多数中世纪的战斗中，在撤退中被杀的士兵都多于在战斗中阵亡的士兵。因为骑兵可以快速、轻松地消灭失去了长矛手阵线保护的步兵和弓箭手。

## 防御

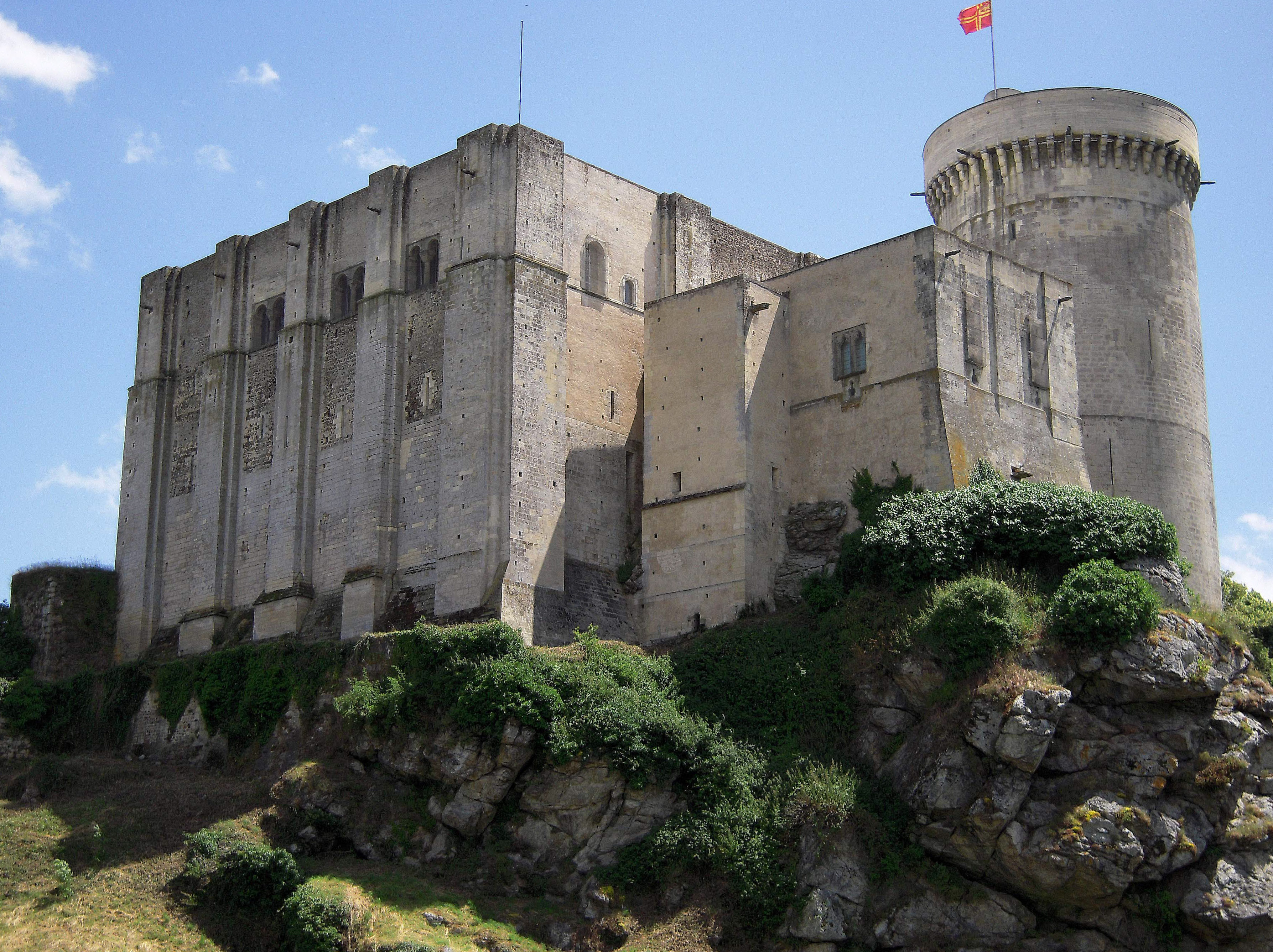
法莱斯城堡位于法国卡尔瓦多斯省

国家中央集权的倒台导致众多社群成为了野蛮人大规模抢掠的目标。其中维京人、阿拉伯人、蒙古人和马扎尔人的抢掠尤为严重。由于这些社群普遍很小，很难正面抵抗蛮族的攻击，因此为了保护这些地区的人民和财富，建立防御要塞就成为了一个比较可靠的办法。这些要塞在中世纪不断演变发展，其中最为重要的形式就是城堡，这种建筑概念已经与中世纪形成了密不可分的联系。城堡为当地的统治者提供保护，使他们免受入侵势力的袭扰，并可以依托城堡派出部队去驱逐入侵势力，甚至可以以城堡为根据地去袭扰比自己规模更大的势力来获取资源。
要塞是战争的重要组成部分。因为它为领主和他的家人、仆从提供保护。当敌军势力过大，在野战中无法取胜时，要塞也能成为良好的避难所。重骑兵在野战中可以发挥巨大的威力，但是在要塞面前却无能为力。建造攻城武器是一项耗时的工程，而且如果在战前没有做好充分的准备，攻城武器也很难发挥作用。许多攻城战需要耗费数月，甚至数年时间来削弱或瓦解防守方的力量。建造要塞是确保统治者不会轻易被从自己的领地上逐出的极好办法。1184年埃诺的鲍德温五世在安全的城堡里看着敌军蹂躏他的领地时曾经评论道：“（至少）他们带不走土地。”（"They can't take the land with them."）

### 攻城战
中世纪的攻城军队会使用多种攻城武器，诸如云梯、攻城槌、攻城塔、床弩、投石机等等。他们也会采用向城墙下挖掘地道的方式，通过破坏墙基使城墙倒塌。

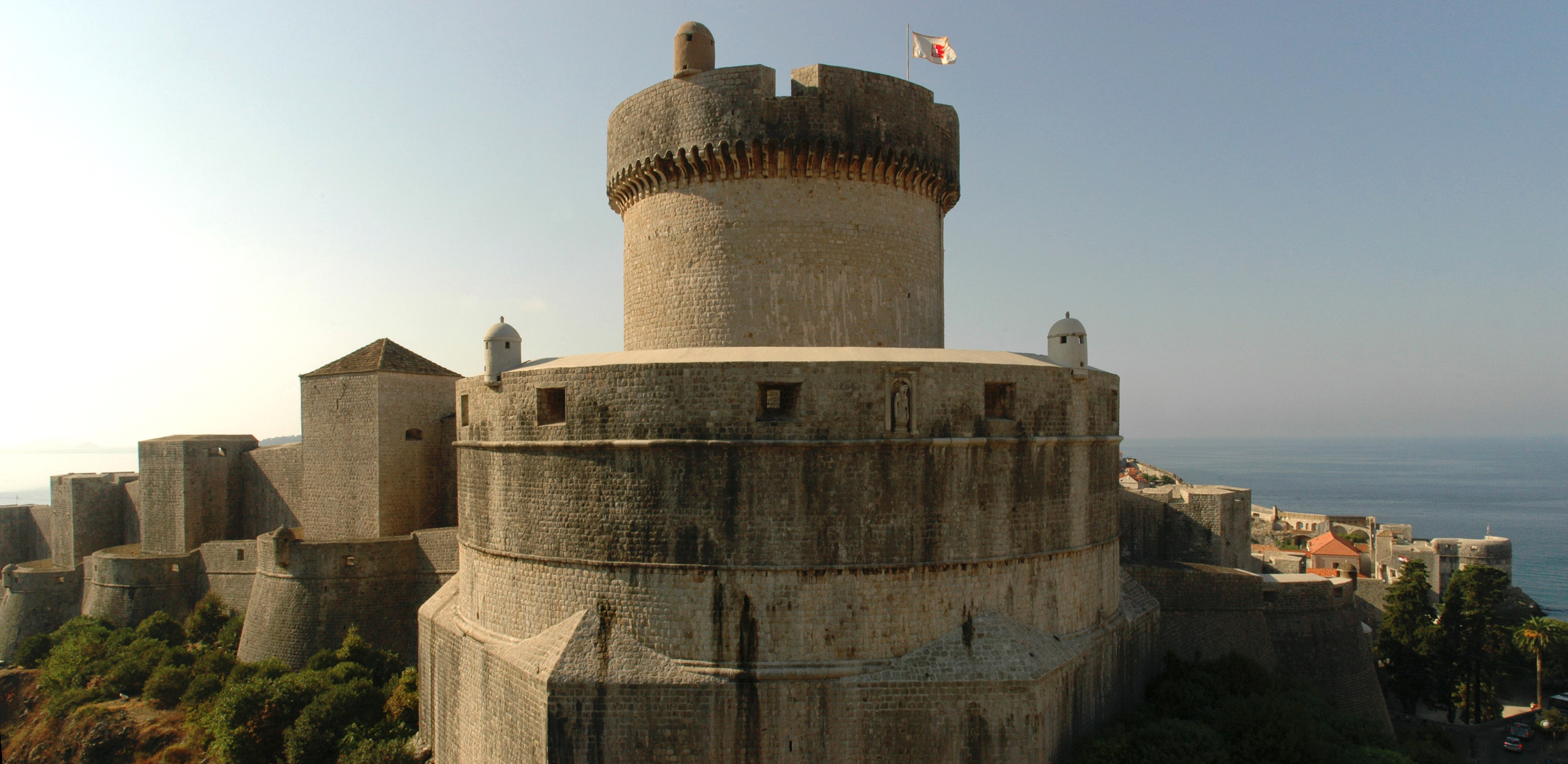
拱卫杜布罗夫尼克的坚固城墙从未被敌人攻破过

攻城方式的多样化促使守城的一方也必须发展出相应的反制手段。最为显著的表现是中世纪的防御要塞随着时间推演越来越坚固，对进攻者越来越危险。从十字军时代开始出现的同心城堡形式、被越来越普遍使用的堞口、望孔和用于泼洒的滚烫或燃烧物质都是这一变化发展的最好证明。箭孔、出击用的暗门和深水井也都是这一时期常用的守城方式。城堡设计师们特别注重对出入口、吊桥、大门、闸门、哨塔的防护。护城河，无论天然的或是人工开凿的，也是至关重要的防御手段。
在中世纪，几乎所有的大城市都有城墙。在克罗地亚达尔马提亚地区杜布罗夫尼克的城墙是一个令人印象深刻、保存完好的例子。更重要的城市除了城墙之外，通常还会拥有堡垒、要塞或城堡。守城者常常不惜花费巨大人力物力以确保在城市被围困的情况下仍然能有良好的水供应。在某些情况下，他们甚至会修建数条长隧道来把水输送进城市。城市地下复杂的隧道系统有时也会被用来对外通讯。为了反制这类隧道，攻城方有时会配备受过专业挖掘训练的工兵。
在火药发明之前，攻城战中的防御者在人数和战斗力的平衡上始终是占据绝对有利位置的一方。直到火药出现以后，传统的防御方式开始变得越来越无能为力了。

## 组织

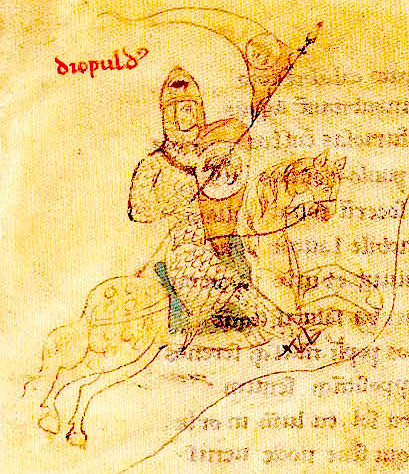
13世纪早期的重骑兵

中世纪骑士通常是骑马披甲的士兵，经常与贵族或皇室有关联，尽管（特别是在东北部欧洲）骑士也可以来自低下阶层，甚至有可能不是自由人。他们的马匹、武器、盔甲所费甚巨，至少在西欧地区，这种装备上的不平等使得他们逐渐转变为与其他士兵不同的社会阶层。
全副武装的骑兵，装备长枪或其他品种繁多的手持武器，在中世纪战场上扮演了重要的角色。重骑兵的组成成分包括富有的骑士、负担的起装备开销的贵族和贵族雇佣的扈从。重骑兵是许多重要战役中的成败关键，他们雷霆万钧的冲锋可以摧垮绝大部分步兵单位构成的防线，这种能力使他们成为所有中世纪军队中最宝贵的财富。
轻骑兵通常指装备较为轻便的骑兵。他们装备长枪、标枪或其他投射武器例如弓或弩等。在中世纪早期轻骑兵通常由富裕的平民组成，到中期和后期时，也经常会有一些接受过骑士训练但最后支付不起获得骑士头衔价格的人加入轻骑兵。轻骑兵一般被用作斥候、游击或侧卫。许多国家都发展出了具有独特风格的轻骑兵部队，例如：匈牙利弓骑兵、西班牙标枪骑兵、日耳曼弩骑兵等。

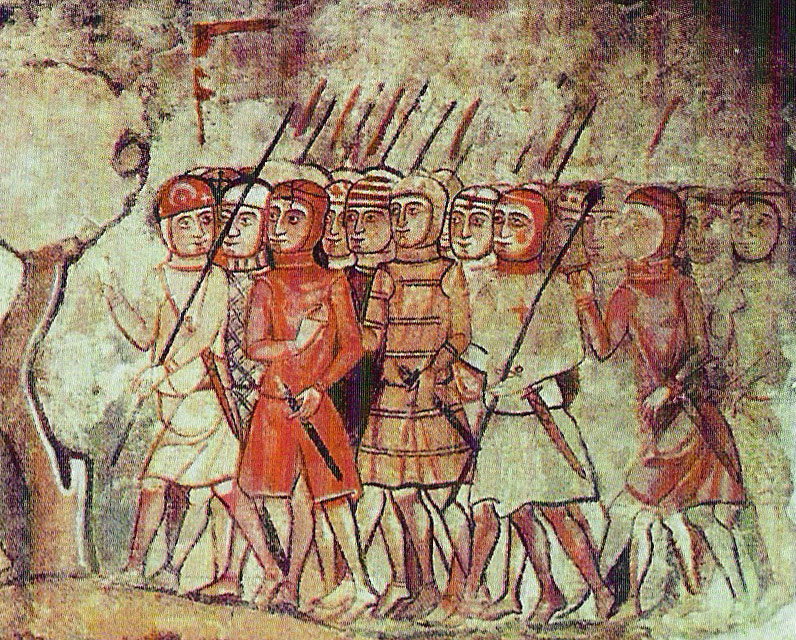
14世纪的西班牙步兵

中世纪的步兵在欧洲各地有着不同的招募和训练方式。他们是中世纪军队中数量最多的组成部分。在漫长的战争中，许多步兵都是雇佣兵。在攻城战这种中世纪最常见的战争形式中，步兵通常担任驻防军或弓箭手等岗位。中世纪末期，随着武器和防具技术的发展，步兵在军队中的地位越来越重要。

### 招募
在中世纪早期，响应召唤，动用自己的装备和人员为领主作战是每一个贵族应当履行的义务。这种军事制度在当时的社会体制中是很有必要的，但是很可能导致一只军队中武器装备、训练水平鱼龙混杂。一般来说，一位贵族在这方面投入的资源越多，他的部队就越精锐。典型的封建军队通常包含以下成员：拥有熟练作战技能的骑士和他的私人武装，组成军队的核心力量；战争期间临时雇佣的佣兵部队，有一定的战斗力；为了履行封建义务而征召来的农民组成的队伍，一般比乌合之众强不了多少，但可以在不利的地形上发挥作用。此外，城镇和城市也可以派出民兵参战。
随着中央政府权力的增长，古典时代“市民—雇佣兵”的军事体制开始回归，中央政府开始依靠自己来雇佣军队。据估计，拥有自有田地的自耕农户家中的幼子最适合成为步兵单位，例如英格兰长弓手或瑞士长矛手。英格兰是中世纪后期最典型的中央集权国家，在百年战争中为其作战的大部分都是领薪水的职业军队。从理论上来说，每一个英格兰人每年有义务为国王服役四十天。而四十天对于一场在大陆上进行的战役来说是远远不够的，因此兵役免除税应运而生。大部分英格兰人通过支付税款来免除兵役，而这笔钱则被政府用来组建一支常备性的军队。然而同时代的几乎所有欧洲军队也都是由大批领薪的核心部队组成的。至少从12世纪早期开始，欧洲就已经出现了成规模的雇佣兵市场。
中世纪早期和中期，意大利的城邦主要依靠民兵来进行战争，进入中世纪晚期后，意大利人开始用雇佣兵来接替这项工作。雇佣兵通常是领取报酬的职业军人，一般和常备军队组合起来使用。但是在意大利，雇佣兵完全取代了城邦的常备军。在战争中，他们比常备军更加可靠，但是在和平时期，他们对城邦本身也是很大的威胁。在意大利，雇佣兵对雇佣兵的战争相对不那么血腥。因为意大利雇佣兵很快就发现与其同对方正面作战一决雌雄，倒不如打击敌对城邦的经济来源，使对方付不起雇佣兵的工资这种手段更加行之有效。这种战略的实行比李德哈特爵士提出间接路线战略理论早了500年。
骑士参与战争一方面是为了履行封建义务，另一方面也是为了追求利益和发展前景。在战争中表现出色的骑士有可能获得更大的土地所有权或更高的社会地位。通过掠夺和俘虏缴纳赎金而获取的巨额利润也是骑士参战的重要动力。对于身披重甲骑马作战的骑士们来说，中世纪的战争是一项风险很低的工作。在战争中贵族们普遍尽量避免互相杀伤，他们更乐于生俘对方。究其原因，一方面，他们都来自同一个贵族阶级，相互之间有着最基本的尊重，甚至其中有些或多或少有一些亲属关系，有些则可能并肩战斗过；另一方面俘获对方以索取赎金也是战争中骑士的一项重要收益，一位贵族的赎金价位通常非常可观，而且的确有一些骑士以此为生。即使是没有那些亲情或文化纽带的农民杂兵，也会避免杀伤贵族，因为捕获一位贵族而获取的高额赎金，以及价值不菲的战马、盔甲、武器，对中世纪的农民来说，是难以抗拒的诱惑。

## 装备

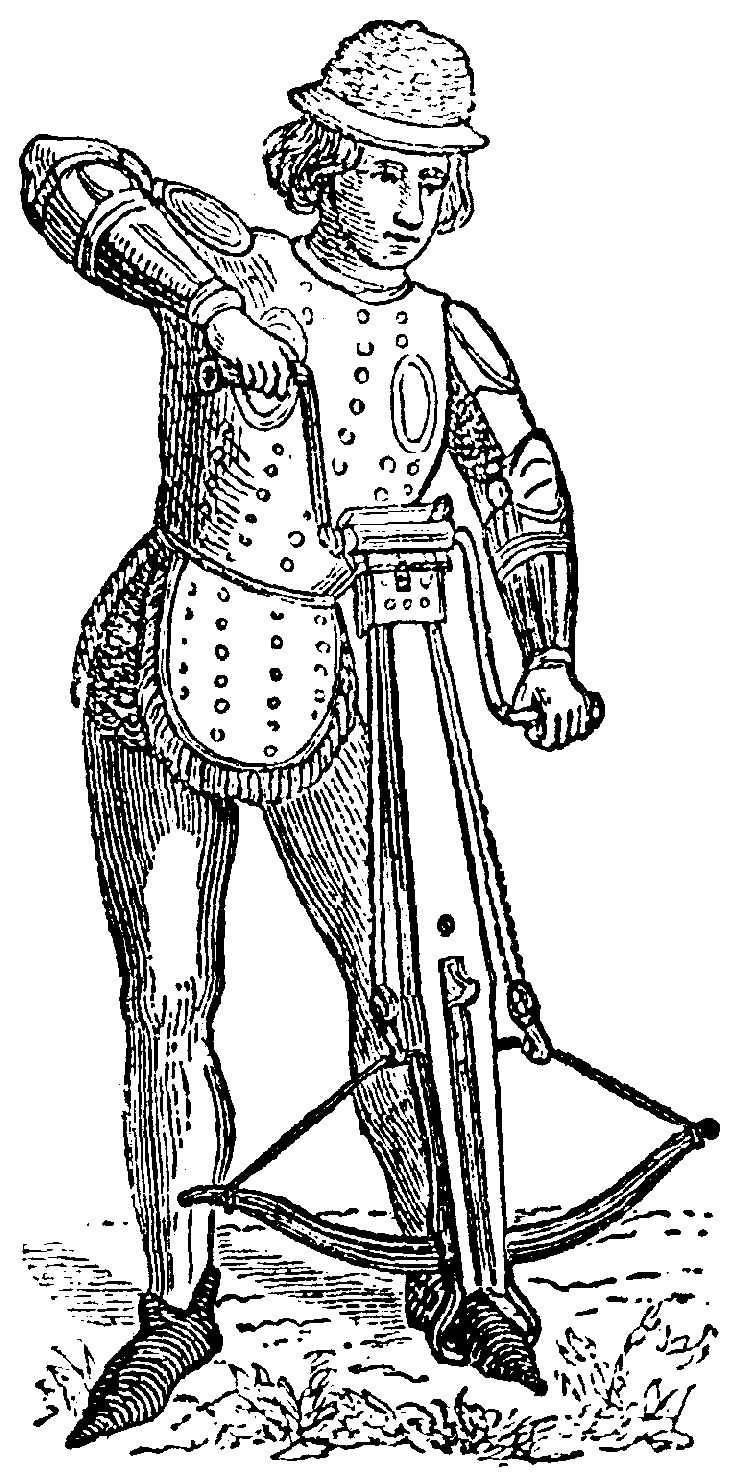
身穿作战服的弓箭手使用绞盘拉紧弩弓弦

### 武器
中世纪的武器包括多种形式、不同攻击距离的手持器械。
- 战斧
- 剑
- 刀
- 匕首
- 棍棒
- 槌棍
- 战锤
- 链枷
- 戟
- 长枪
- 叉
- 长矛
- 长柄斧
- 弓
- 弩
- 飞斧
- 标枪

### 防具

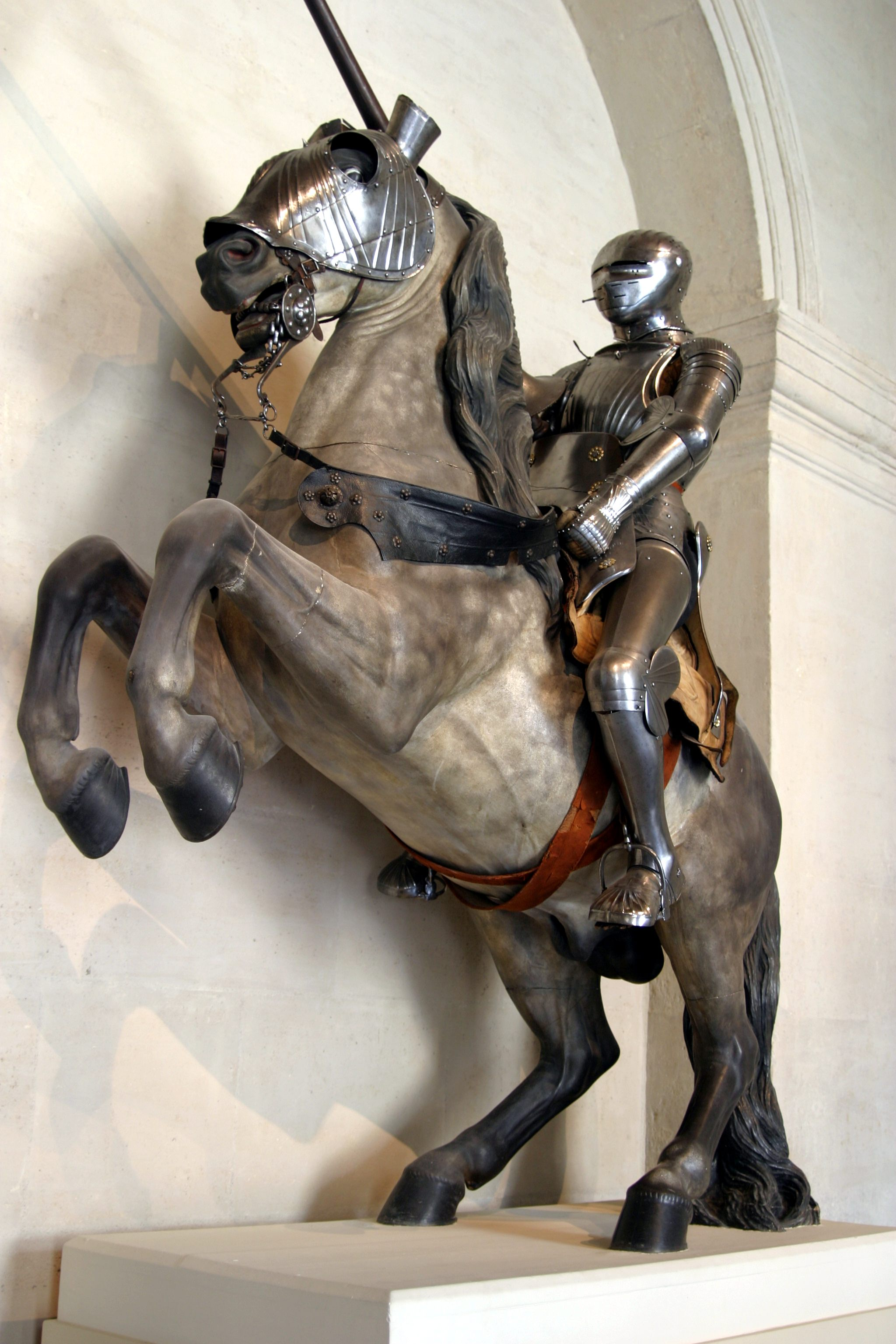
荣军院中保存的骑士全身板甲

- 布甲
- 皮甲
- 钉甲
- 锁甲
- 板甲
- 盾
- 头盔

### 火炮和攻城武器
- 火炮
- 攻城槌
- 投石机
- 重力抛石机
- 床弩
- 云梯
- 攻城塔
- 衝車

### 动物
- 马
- 骆驼
- 犬
- 鸽
- 猪—根据卢克莱修、埃利安努斯、老普林尼等的记载，战象惊怕猪豕发出的尖叫声。墨伽拉战役中，墨伽拉人把一群猪点燃，这些牲口发出刺耳的尖叫声，直奔敌人的战象方队，战象受惊，掉头脱离方队，碾死不少敌人。
- 象

### 圣物
携带圣物参战是中世纪战争的独特现象。中世纪的战士们相信圣物的存在使他们可以获得一种超自然力量，这种力量既可以成为精神武器，也可以用作防御。君士坦丁堡牧首约翰一世曾认为殉道者遗物的威力大于“城墙、壕沟、武器、士兵”。作为一个典型的例子，真十字架曾经是耶路撒冷王国最神圣的圣物。它实际上是一个镶嵌着一小片碎木片的金十字架，这片碎木片据信是吊死耶稣基督的那具十字架的一部分。每次耶路撒冷的军队投入战斗之前，圣墓教堂的主教都必须携带真十字架走在军队的最前列。1184年哈丁战役之后，真十字架被萨拉丁缴获，从此不知所踪。

## 补给与后勤
正如拿破仑的名言：「军队靠胃来行军。」历史上所有的军事行动都受制于后勤补给问题。中世纪的军队是最早开始注重补给的军队。由于城堡的出现和漫长的攻城战，中世纪军队在某地驻扎和作战的时间可能长达数月甚至数年，因此他们对补给的需求之高也是在那之前的时代从所未见的。

### 掠夺
较常用的解决小规模部队补给的办法是就地取食。中世纪的战争通常在人口较为密集的地区进行，一支行进中的军队会强行征用行经地区的资源，包括食物、原料和装备等。如果没有可以吃的食物，那么就地取食也会很艰难。所以在理论上，在一年之中有一段明确的时间被订为“战争季节”，在这段时间里地里有食物可供取用，气候也较适宜。这个季节通常是春天到秋天之间。早春季节作物播种完毕之后，男性劳动力就可以从田间解放出来从事军事活动，直到晚秋季节返回进行收割为止。举例来说，许多欧洲国家的农民和农奴每年需要履行45天的无薪兵役，通常都是在这个“战争季节”中，因为此时他们一般不需要从事农业劳动。
另一方面来说，掠夺行为本身也是军事行动的目标之一。其作用主要包括筹集支付雇佣兵的薪水、抢占资源、削弱敌方战斗力、羞辱敌人等。例如黑暗时代维京人洗劫欧洲和百年战争中英格兰人洗劫法国北部都是有目的劫掠行为的典型例子。

### 辎重
中世纪的后勤运输与其前后时代的特征大致类似。由于古代战争保持固定前线的不可能性，大宗的补给品只能以辎重的形式随同军队行动或者由护卫运送。但是对于大规模的军队来说，随同军队行动的辎重是必不可少的。中世纪的辎重队场面经常出现在同时代的图饰甚至诗歌中。
河流和海上运输被证明是最简单的运送补给方式。理查一世在进攻黎凡特期间，由于他的军队必须通过一处荒芜的沙漠，他不得不对军队提供补给。他让军队沿着海岸行进，这样他可以定期用船只运送补给物资。在铁路和内燃机发明之前，大规模的陆上运输补给始终是难以实现的。
辎重队能有限的缓解无法利用水路产生的运输补给难题，但是它也往往成为战争中的负担。辎重补给迫使军队行进的速度大大低于轻装的游击部队，并且通常都被集中安放在部队中，由步兵和骑兵守护。当敌方的辎重缺乏保护时对其发动袭击，可以削弱一支军队持续作战的能力，正如阿金库尔战役中法军对英军的唯一值得一提的行动。这种情形在攻城战中作用尤为显著。攻城部队需要大量的补给物资，为了补充辎重，它们必须广泛搜集资源或利用周边城市和补给点进行补给。许多边境上的城堡常会为此目的而储备大量的物资。

### 饥荒与疫病
失败的补给对于中世纪军队来说通常意味着饥荒和疫病。而饥荒和疫病则会直接导致减员和士气低落。一支攻城部队在围困敌人使其挨饿的时候，自己也常常面临同样的境遇，这常常意味着围困不得不解除。随着中世纪中期大型城堡的不断出现，饥荒是攻守双方指挥官都必须要考虑到的问题，因此在双方准备充分的情况下，中世纪的围城战常常演变成为漫长的僵局。
天花、霍乱、伤寒、痢疾等传染病经常席卷中世纪军队，特别是当供应不足或长期驻扎的时候。一个著名的例子，1347年围攻克里米亚半岛的卡法城的蒙古军队中爆发了鼠疫，然后这疫情很快就蔓延到了全欧洲，引发了著名的黑死病大瘟疫。
对战区的居民来说，旷日持久的战争之后接踵而至的就是饥荒，因为就地取食的军队吃光了当地所有能找到的食物，耗尽了所有的物资储备。此外，军队行进途中很容易破坏精心种植的农地，使其无法收成。另一方面，战争中的伤亡直接对农业劳动力造成沉重打击，使修复战争创伤变得更加艰难。

## 海战

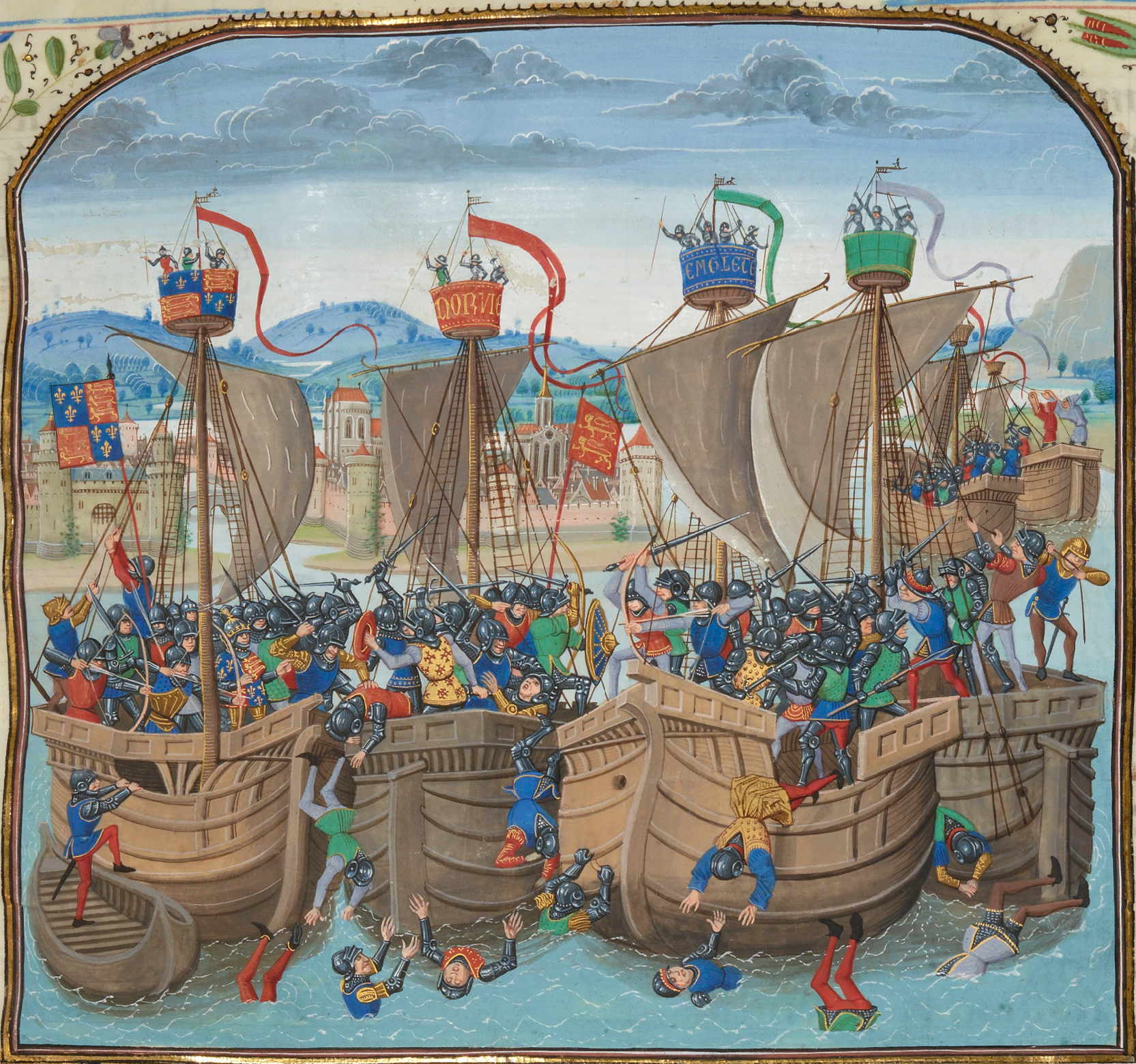
斯鲁伊斯海战，1340年

中世纪在地中海上的海战形式与古典时代相类似，交战双方的桨帆船舰队以交火开场，以甲板上的白刃战结束。事实上这一战法一直延续到现代早期。著名的海军将领包括有：安德烈亞·多里亞、巴巴罗萨·海雷丁帕夏和奧地利的唐胡安等。
然而在寒冷而又动荡的北海和北大西洋上，脆弱的桨帆船虽然偶有使用，但已被证实难以操控。这一时代在此海域出现笨重的仅靠风帆驱动的战船，用这类帆船进行冲撞显然是不切实际的，但是这类战船的主要任务还是运送士兵到对方船只的甲板上进行白刃战。而同时，直到15世纪，维京长船也一直被延续使用着。战船类似浮动的堡垒，在船艏和船艉部位都造有塔楼。这些巨大的上层建筑影响船只的稳定性。虽然维京长船操控性更好，但决定性的弱点是它远低于战船的船舷使士兵很难攀上对方船只进行战斗，因此15世纪以后，关于这两种船中的哪一种将统治北欧海域的争论逐渐销声匿迹。
在中世纪中，虽然偶有将火炮装在船艏或船艉塔上的情形，但是安装火炮已被证明会进一步削弱船只的平衡性，因此在大部分船上只有小型的手持火炮可以使用。而且当时的火炮普遍射速缓慢，精确度差，因此很难在海战中发挥作用。
这些情况在中世纪后期开始发生变化。新的设计是在船只侧面开口，装上带铰链的盖板，把火炮安装在开口内，放置在主甲板下层的火炮甲板上。火炮的重量被分散到下层甲板上，起到压舱物的作用，使船只的稳定性大幅提高。一排安装在下层甲板的火炮组成舷侧炮，它们发射时的重量恰好克服火炮在水面舰船上开火时的固有误差。亨利八世的旗舰玛丽玫瑰号是这个时代战船的一个典型范例，她的下层甲板上两侧各安装11门重炮，可以发射9磅或更重的炮弹。

## 重要战役

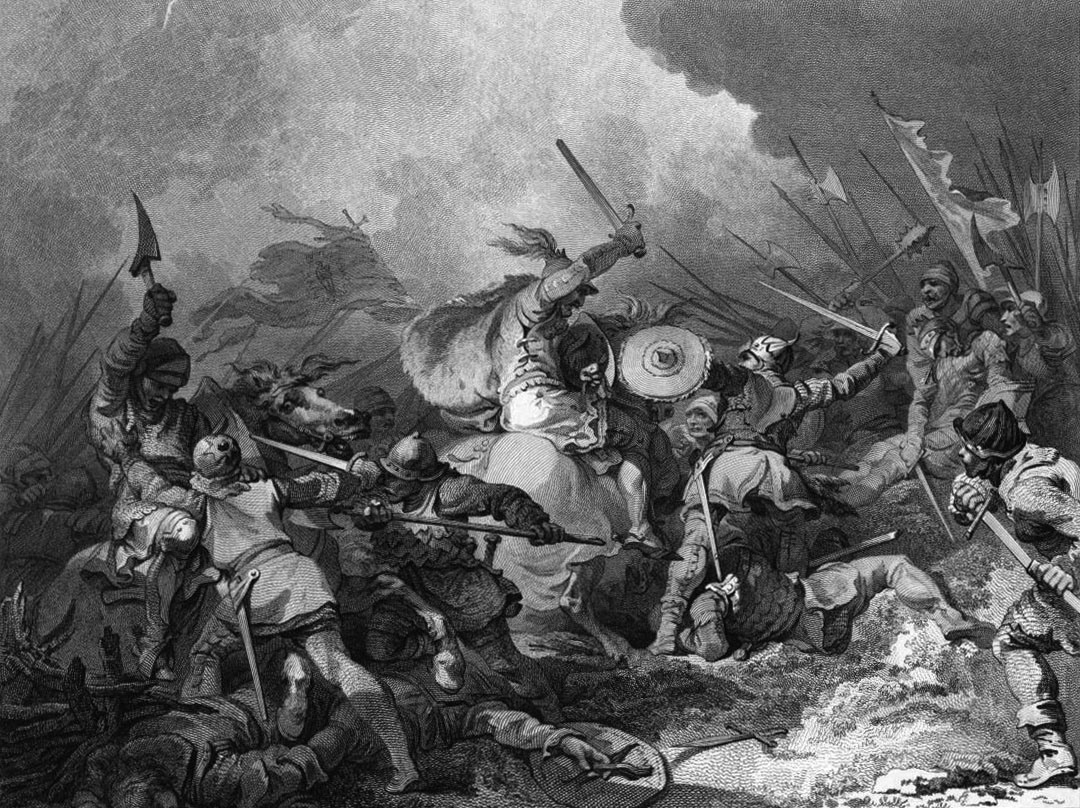
黑斯廷斯战役，1066年

- 亚尔莫克战役 (636年)
- 瓜达莱特战役 (711年)
- 君士坦丁堡攻城战（718年）
- 图尔战役 (732年)
- 普利斯卡战役 (811年)
- 阿克俄罗斯战役 (917年)
- 布鲁南伯尔战役 (937年)
- 莱希费德战役 (955年)
- 克雷迪昂战役 (1014年)
- 福尔福德战役 (1066年)
- 斯坦姆福德桥战役 (1066年)
- 黑斯廷斯战役 (1066年)
- 曼齐刻尔特战役 (1071年)
- 底尔哈琴会战（1081年）
- 耶路撒冷攻城战（1099年）
- 坦什布赖战役 (1106年)
- 迪德格里战役 (1121年)
- 里斯本攻城战 (1147年)
- 塞尔曼战役 (1167年)
- 莱尼亚诺战役 (1176年)
- 密列奥塞法隆战役 (1176年)
- 蒙吉萨战役（1177年）
- 哈丁战役 (1187年)
- 阿德里安堡战役（1205年）
- 托洛萨的那瓦斯战役 (1212年)
- 米雷戰役 (1213年)
- 布汶战役 (1214年)
- 迦勒迦河之战 (1223年)
- 科洛克尼察战役 (1230年)
- 列格尼卡战役 (1241年)
- 蒂萨河之战 (1241年)
- 塔耶堡戰役 (1242年)
- 阿音札鲁特战役 (1260年)
- 玛彻菲尔德战役 (1278年)
- 斯特灵桥之役 (1297年)
- 福尔柯克战役 (1298年)
- 金马刺战役 (1302年)
- 班诺克本之战 (1314年)
- 福格哈特战役 (1318年)
- 克雷西会战 (1346年)
- 普瓦捷战役（1356年）
- 科什雷勒戰役 (1364年)
- 蓬瓦兰战役 (1370年)
- 马里查战役 (1371年)
- 库里科沃战役 (1380年)
- 阿勒祖巴洛特战役 (1385年)
- 科索沃战役（1389年） (1389年)
- 尼克波利斯战役 (1396年)
- 格伦瓦德之战 (1410年)
- 阿金库尔战役 (1415年)
- 羅瓦爾河戰役 (1429年)
- 帕提战役 (1429年)
- 瓦尔纳战役 (1444年)
- 福尔米尼战役 (1450年)
- 卡斯蒂永戰役 (1453年)
- 君士坦丁堡的陷落 (1453年)
- 贝尔格莱德之围 (1456年)
- 陶顿战役 (1461年)
- 瓦斯卢伊战役 (1475年)
- 南锡战役 (1477年)
- 博斯沃思原野战役 (1485年)

## 外来入侵者

750年的阿拉伯帝国领土

### 阿拉伯
最初的穆斯林征服行动始于7世纪他们的先知穆罕默德去世之后。在四大哈里发和倭马亚王朝统治的100多年时间里，阿拉伯人的势力范围极度扩张。尤其是从633年到644年的短短7年时间里，阿拉伯征服了波斯帝国、叙利亚和埃及。随后，阿拉伯帝国很快又夺取了北非、意大利南部、部分南亚次大陆和伊比利亚半岛，建立了地跨亚、欧、非三大洲的帝国。
早期的阿拉伯军队是由骑骆驼的步兵和少量贝都因骑兵组成的。虽然在数量上劣于对手，但是他们高度的战略机动性使他们能够不断地智取拜占庭人和波斯人。而阿拉伯人的骑兵虽然数量很少，但是骑射技术优于他们的拜占庭和波斯同行，因此在许多重大战役中，阿拉伯骑兵都扮演了决定战斗胜负的关键角色。当时，拜占庭帝国和波斯帝国都拥有大量的重步兵和重骑兵，装备精良，纪律严明，经验丰富。但是，阿拉伯人的入侵时机却恰到好处。此时的这两个古老帝国都已经在漫长痛苦的拜占庭—萨珊战争中被拖得濒于崩溃。此外，多民族组成的拜占庭军队始终受到民族分歧和缺乏统一指挥的折磨，类似的问题也正降临到刚刚经历了十年内战的萨珊帝国军队头上。而与之相对的是，阿拉伯军队在不断的战争洗礼之中已经成长为一支团结、忠诚的战斗力量。

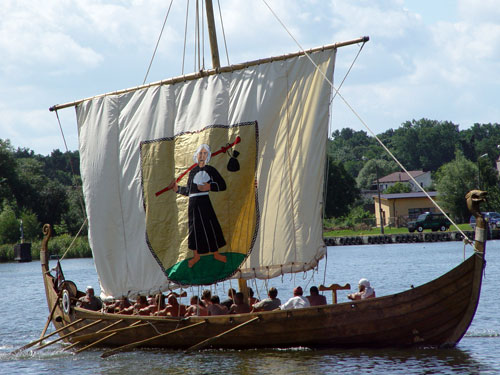
一艘全尺寸的維京长船複製品

### 维京
维京人是欧洲一支令人恐惧的力量，他们以野蛮成性和迅猛攻势而著称。虽然当时的海上袭击行动没有什么新鲜花样，但是他们把造船、战术和训练都提升到了极致。与其他的袭击者不同，维京人对欧洲造成了持久性的影响。在维京时代，他们完美地把频繁的袭击与贸易结合起来，深入古老的法兰克帝国、英伦三岛、波罗的海、俄罗斯和伊比利亚半岛。很多维京人成为了雇佣兵，包括著名的瓦兰吉卫队，主要由斯堪的纳维亚的战士组成，为拜占庭帝国的皇帝效力。
维京长船是一种航速很快且易于操纵的船只，既可以跨越深海，也可以进入浅河。它能够直接冲上浅滩，所以可以让运载的士兵迅速登陆。正因为有这种船，才可以让维京人实现他们风格独特的作战方式：快速运动，出其不意。在陆地上时他们也会更加趋向于通过捕获马匹来提高机动力。维京人常用的攻击方法是首先悄悄接近目标，发动奇袭，然后迅速撤离。这样的战术是很难克制的，因为就像历史上的其他游击战一样，攻击者可以随意的选择进攻的时间和地点。通常情况下，维京人的战士不着盔甲，仅持有盾牌和长矛，剑和斧等武器都不太常见。但是一支全副武装的维京军队也会装备头盔、盾牌和锁链胸甲，使用的武器则包括长矛、剑、单手斧或巨大的“丹麦式”双手斧等。

### 蒙古

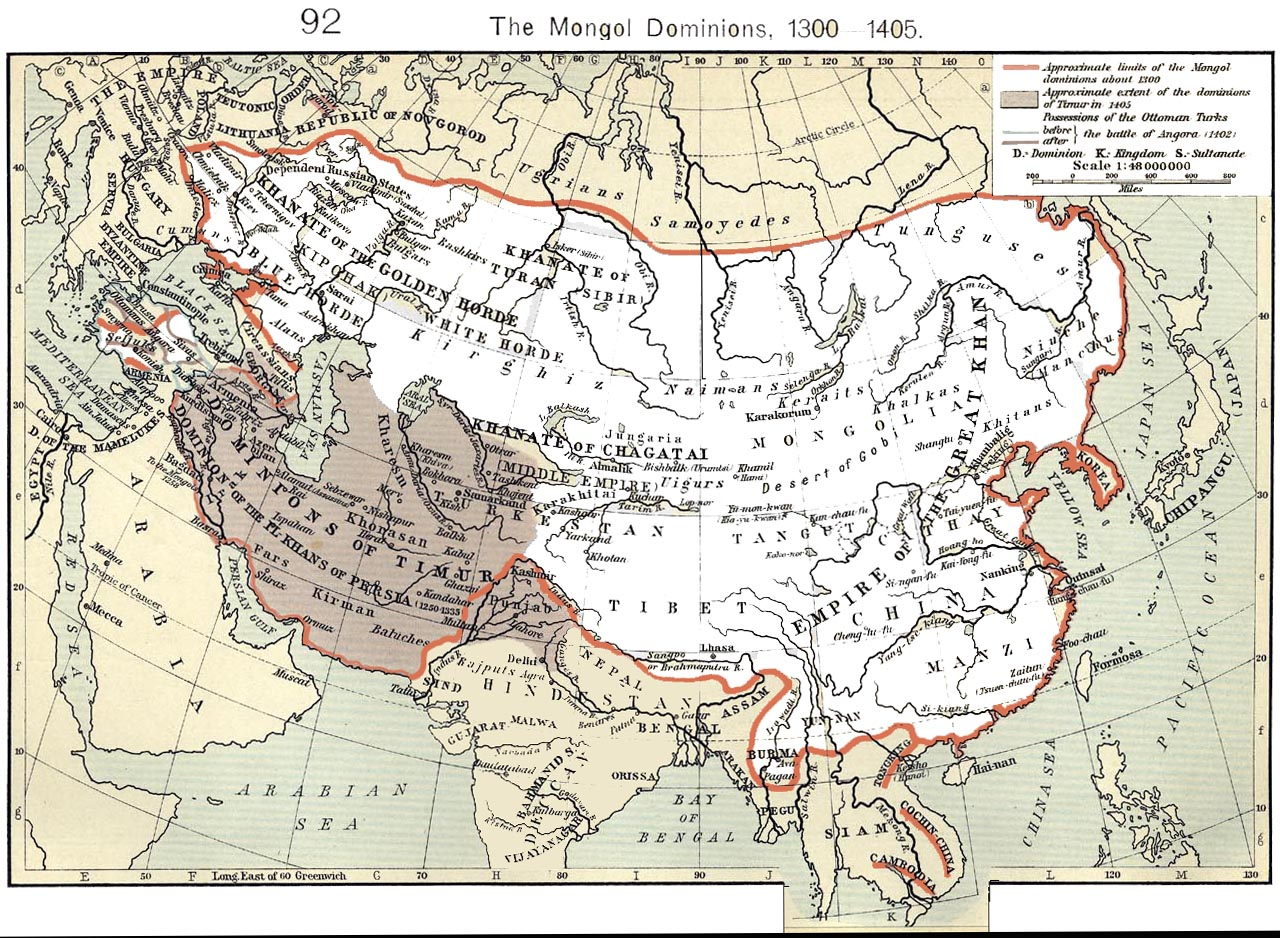
蒙古帝国领土

1241年，在征服了俄罗斯的大片土地之后，蒙古人继续分三路大军，紧随溃逃的钦察人之后，侵入欧洲。他们首先侵入波兰，随后攻入匈牙利，并在蒂萨河之战中彻底摧毁了贝拉四世的军队，把这次入侵推向了最高潮。蒙古人似乎是打算继续前进，直到彻底打垮钦察人和匈牙利人的联盟，他们在那年夏天时已经跨过边界进入了奥地利和波希米亚。随后传来消息，蒙古帝国大汗窝阔台去世了。蒙古军队的统帅拔都急于东归，暂时缓和了蒙古人的西侵脚步。
13世纪中，金帐汗国不断袭扰匈牙利、波兰和立陶宛，其中以1260年代和1280年代的两次入侵规模最大。1284年，匈牙利人成功击退了一次入侵；1287年，波兰人也如法炮制。这之后，金帐汗国内部的不稳定使西线战场渐趋平静。匈牙利人和波兰人吸取了以往教训，广泛地建造防御要塞以对抗高机动力的蒙古军队，为自己的军队配备护甲更加优良的骑兵部队，并且尽量避免在蒙古人可以利用地形优势的地域作战。立陶宛人依托自己国土上的广袤森林来进行防御，并利用骑兵袭扰蒙古人控制的俄罗斯地区。

### 突厥

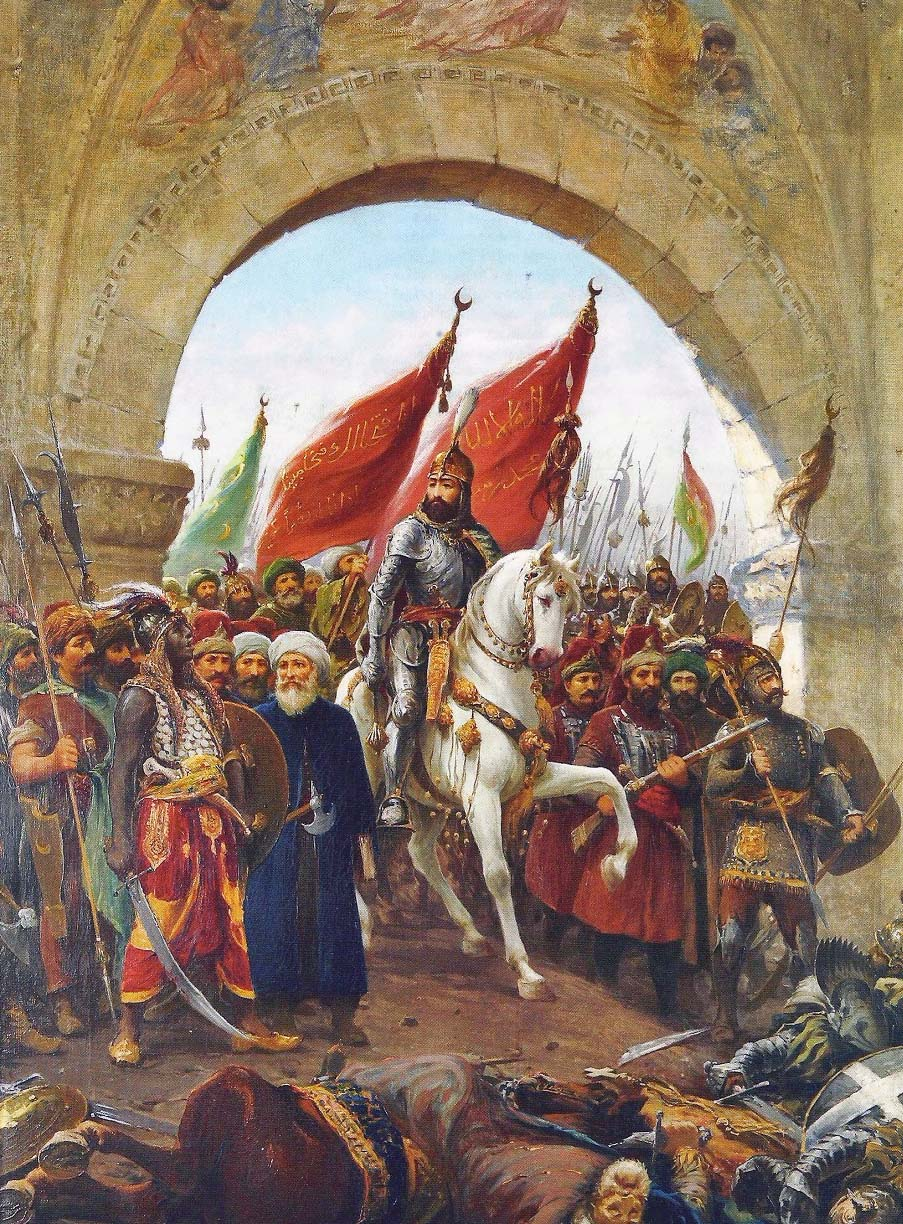
穆罕默德二世进入君士坦丁堡。

早期的突厥族群塞尔柱突厥人以他们的骑射手著称，这群好战的游牧民族经常袭扰拜占庭帝国。他们充分发挥自己高机动性的优势，数次击败拜占庭的重骑兵。其中一次值得称道的胜利是著名的曼齐刻尔特战役。拜占庭的将领们之间爆发的冲突给突厥人提供了绝佳的进攻机会，他们使用弓箭打击拜占庭重骑兵，巧妙地击败了他们，然后就使用土耳其弯刀大肆屠戮机动力低下的拜占庭步兵。
与其他许多游牧民族类似，奥斯曼土耳其人用上层阶级的士兵来组成军队中的核心骑兵部队，这些骑兵部队逐步演变成为了西帕希騎兵（贵族骑兵，由封建领主组成，类似西方的骑士）和宫廷卫队（奴隶骑兵，由禁卫军和王室奴仆组成）。火药出现以后，奥斯曼土耳其人雇佣了使用火药武器的雇佣兵，并趁机让自己的军队学习了火器的使用方法。从这些军队中，土耳其人抽取精锐组成了土耳其禁卫军和重步兵部队。随着骑兵、火器的充分运用，土耳其人在中世纪后期强有力地侵袭了欧洲。1453年，他们攻陷了君士坦丁堡，灭亡了拜占庭帝国。